# 平成狸合战
《平成狸合戰》（日语：平成狸合戦ぽんぽこ）為1994年由吉卜力工作室推出、由高畑勳導演、編劇的一部动画电影。徳間書店、日本電視台、博報堂共同製作，並由東寶發行。
該部電影以戰後東京多摩丘陵森林的開發，形似紀錄片形式的寓言故事為主題，其中以以狸貓或日本貉為主角。標題中的短語「ぽんぽこ」指的是狸子拍打肚子的聲音，來自野口雨情1919年的一首詩，該詩在1925年被編入音樂後成為流行的兒歌。

## 剧情简介
故事為一群住在東京多摩丘陵森林的狸子們，在原本安逸的生活環境突然遭到人類的住宿建設計劃給破壞掉。
備感生存危機的狸子們為了自保；決定重新練起古時狸子們所留下的變身術，並派遣兩名使者前去佐渡及四國尋找狸子長老們協助、以能夠和人類一決勝負。但是，最終失敗了。

## 登場角色
正吉
本作主角，本名為「影森的正吉」。是個性格純樸、對人類生活模式很感興趣的狸子。
重視身邊的朋友，但對於貍子與人類之間紛爭一事的未來結果感到迷惘。最后作为人类的上班族生活着。
阿清
和正吉感情很好、曾與他一同進行「雙子星作戰」來嚇跑住在工地宿舍的工人的母狸，之後成為正吉的妻子。在尾盘小吃店里工作着。
朋吉
正吉的好友。雖然一直練不成變身術、但性格憨厚的狸子。
花子
一隻母貍，為朋吉的女友。
佐助
正吉的好友。帶著一雙眼鏡的狸子。
阿福
正吉的好友之一。
權太
本名「鷹森的權太」，火球奶奶的孫子。雖然是個個性強悍、主張要撲殺掉剝奪狸子生存、破壞環境人類的強硬行動派，但卻又特別喜歡人類世界的食物。最後被卡车碾压身亡。
阿玉
權太的妻子。
青左衛門
本名「鈴森的青左衛門」。曾與權太起過爭執、但之後一同合作對付人類。最终和正吉谈论的不动产业成功。
鶴龜和尚
待在菩提餅山萬福寺、活了105歲的老狸，提議狸子們重新學起遺忘已久變身術以應付人類入侵環境的策略。最后是人类的世界中作为和尚活动。
火球婆婆
擅長變身的母狸、並擔任教導年輕狸子們學習變身術的講師。最後在人類的世界中擔任算命師。
玉三郎
本名「鬼森的玉三郎」。是與正吉一同學習變身術、外形俊秀的狸子。
事後派任前往四國尋找狸子長老們協助、以對付人類。最後被第六代金長推為他的後繼人選，在四國擔任金長大明神社神官。
文太
本名「水吞澤的文太」。被派任前往佐渡尋找「團三郎狸」大師協助對付人類。
林
住在神奈川縣藤野町一帶的狸子，為了調查亂倒入山上廢土的來源而遇見了正吉。
太三朗禿狸
四國狸子長老們之一，以日本流傳的故事「屋島的禿狸」為範本的角色。
年齡達999歲，在動畫裡也有變身成那須與一以弓箭射船上紙扇的橋段。
在故事中的「妖怪大作戰」計劃結果失敗後、帶著一群不會變身的狸子們離開大家。
隱神刑部
四國狸子長老們之一，以日本流傳的故事「隱神刑部」為範本的角色。
為率領旗下「八百八狸」部隊的統帥，於故事中的「妖怪大作戰」裡用盡力氣施展變身術猝死。
第六代金長
四國狸子長老們之一，以日本流傳的故事「阿波狸合戰」為範本的角色。
身份為阿波狸合戰裡金長的第六代繼承者，援助正吉一夥到最後的長老。最後和玉三郎回到四國，擔任金長大明神社神社宮司。
小春
第六代金長的女兒，與前來四國尋找狸子長老的玉三郎結婚。最後擔任金長大明神社巫女。
團三郎狸
居住在佐渡一帶的貍子，以日本流傳的故事「團三郎狸」為範本的角色。
數十年前死於人類的獵槍下，而讓前來尋求他援助的文太撲了空。
龍太郎
會變身成人類混入人間社會生活的狐狸，某個財團的秘書，個性上為現實主義者，曾邀請第六代金長前往人類社會去接觸人類文化，打算藉此說服貍子們到他們財團開設的遊樂園工作。
水木
在電視上評論貍子們引發的懸疑、超自然事件的來賓。
姓名易令人聯想到妖怪漫畫家「水木茂」；而水木茂也有參與協助平成狸合戰的製作。

## 製作

### 經緯
1989年高畑勳與鈴木敏夫在私下閒聊時，曾表示著「狸子雖然是日本特有的生物，但放眼望去都找不到有關狸子的動畫，希望能看到一個像故事《阿波狸合戰》那樣的動畫」。
之後鈴木敏夫將和高畑勳對談的內容轉述給宮崎駿時，宮崎駿想到自己是漫畫家杉浦茂的作品《八百八狸》愛好者，也嘗試畫了幾張構想的內容，但隨後因宮崎駿當時忙於製作《魔女宅急便》而無下文。
1992年宮崎駿完成《紅豬》後，想到先前的狸子題材事情，便向鈴木敏夫提出「豬的下一部作品，就是狸子了」。而高畑勳之後便接受提案擔任此片導演，但高畑勳一開始所構思的作品方向並非宮崎駿期待的杉浦茂漫畫作品《八百八狸》的類型，而是想以《阿波狸合戰》的風格為主；並隨後從《平家物語》的內容中獲取靈感，再次修正了《平成狸合戰》的劇情路線。
《平成狸合戰》片中雖有許多狸子施展變身術的鏡頭，但比起劇中奇幻的元素，高畑勳更希望本作能呈現出像是紀錄片模樣的風格。

### 片名刊頭
動畫片名「平成狸合戰」為導演高畑勳故意取的一個讓人聽起來覺得水準不高的名稱，而宮崎駿也曾一直反對此片名，但鈴木敏夫則認為「平成狸合戰」的片名能夠讓人注意到這是一部純粹以狸子眼光所拍攝的作品、而非一些意在檢舉責備人類破壞自然的電影
平成貍合戰也有在海報上與影片開頭裡刻意在片名旁邊標示著。為日本在昭和30年代時期開始上映的彩色電影中、為了區別於先前黑白電影的不同，而特別使用的廣告宣傳詞。

### 聲演
| 配音       | 配音   | 配音               | 角色                 |
| 日語       | 國語   | 英語               | 角色                 |
| ---------- | ------ | ------------------ | -------------------- |
| 古今亭志朝 | 康殿宏 | 毛里斯·拉馬奇      | 旁白                 |
| 野野村真   | 劉傑   | 喬納森·泰勒·托馬斯 | 正吉                 |
| 石田百合子 | 劉小芸 | 崔西·馬可尼爾      | 小清（おキヨ）       |
| 柳家小灶   | 胡立成 | 安德烈·斯圖加      | 鶴亀和尚             |
| 清川虹子   | 崔幗夫 | 崔西·馬可尼爾      | 火球奶奶（おろく婆） |
| 泉谷茂     | 楊少文 | 克蘭西·布朗        | 權太                 |
| 三木則平   | 雷威遠 | J·K·西蒙斯         | 青左衛門             |
| 林家正蔵   | 姜先誠 | 大衛·奧利弗·寇亨   | 朋吉（ぽん吉）       |
| 村田雄浩   | 楊少文 | 凯文·迈克尔·理查森 | 文太                 |
| 神谷明     |        | 威利·克斯          | 玉三郎               |
| 林原惠     | 陳季霞 | 馬克·多納托        | 佐助                 |
| 桂米朝     | 康殿宏 |                    | 第六代金長           |
| 桂文枝     | 姜先誠 | 布萊恩·喬治        | 太三朗禿狸           |
| 芦屋雁之助 |        | 傑斯·哈內爾        | 隱神刑部             |
| 山下容莉枝 |        | 露西·泰勒          | 阿玉（お玉）         |
| 市原由美   | 崔幗夫 | 奧莉薇婭·艾波      | 小春                 |
| 永衣志帆   |        |                    | 花子                 |
| 真山亞子   |        |                    | 阿福（お福）         |
| 加藤治     |        | 布萊恩·波塞        | 林                   |
| 福澤朗     | 姜先誠 | 約翰·迪·馬吉歐     | 龍太郎               |

- 原作、編劇、導演：高畑勳
- 製作人：鈴木敏夫
- 制作：山下辰巳、尾形英夫
- 企劃：宮崎駿
- 作畫監督：大塚伸治、賀川愛
- 美術監督：男鹿和雄
- 繪分鏡：百瀨義行、大塚伸治
- 畫面構成：百瀨義行
- 人物設計：大塚伸治
- 攝影監督：奧井敦
- 上色監督：保田道世
- 剪輯：瀨山武司
- 製作動畫室：吉卜力工作室
- 音樂：紅龍、渡野邊、豬野陽子、後藤（前列四人為日本民謠樂團成員）、古澤良治郎
- 協力單位：多摩市教育委員會
- 配給：東寶

### 選用歌曲
童謠
- 《証城寺的狸囃子（日语：しょうじょうじのたぬきばやし）》

作詞：野口雨情 作曲：中山晋平
日本童謠之一，在權太被大夥們當成英雄往上拋裡的橋段出現，歌詞內容為修改過的版本。（此首童謠的台灣版本為「小白兔愛跳舞」）
- 《你在那兒呢（日语：あんたがたどこさ）》

日本童謠之一，在正吉與小清拍球的場景出現。
片尾歌曲
- 《總是會有夥伴在》

作詞：紅龍 作曲：紅龍 編曲：上上颱風 演唱：上上颱風
預告片插入歌曲
- 《在亞細亞的城鎮裡》

作詞：紅龍 作曲：豬野陽子 編曲：上上颱風、古澤良治郎 演唱：上上颱風

### 動畫文宣標語
- 即使是狸子、也是在努力生存的──由糸井重里提供。

## 反應

### 票房
- 《平成狸合戰》是1994年日本國產電影的票房年度冠軍，票房收入為26億日元。[8]

### 獎項記錄
- 1994年第49回每日電影獎：動畫電影獎
- 1995年安錫國際動畫影展：長篇動畫獎

## 影音產品

### 影碟
本片双碟版DVD在台湾由博伟发行，中文版、日文版VCD在中国則由中录德加拉发行。
台湾中文版配音由台湾华特迪士尼（股）负责。

### 音樂專輯
印象專輯
| 曲目                                | 創作                                                                                                  |
| ----------------------------------- | --- |
| 1.原野（）                          | 作曲：後藤 編曲：後藤、渡野邊                                                                         |
| 2.沐浴在晨光下（）                  | 作曲：豬野陽子 編曲：豬野陽子、涉谷毅                                                                 |
| 3.土呂久1（）                       | 作曲：後藤 編曲：後藤、青木                                                                           |
| 4.明天一起來郊遊吧（）              | 作曲：豬野陽子 編曲：豬野陽子                                                                         |
| 5.二疊紀（）                        | 作曲：渡野邊 編曲：渡野邊                                                                             |
| 6.風市場（） BaBoo（） 三人演奏（） | 作曲：渡野邊 編曲：渡野邊 作曲：安田尚哉 編曲：古澤良治郎、安田尚哉 作曲：古澤良治郎 編曲：古澤良治郎 |
| 7.回家的道路（）                    | 作曲：後藤 編曲：後藤、豬野陽子                                                                       |
| 8.紫雲英（）                        | 作曲：豬野陽子 編曲：渡野邊、豬野陽子                                                                 |
| 9.                                  | 作曲：渡野邊 編曲：渡野邊、青木                                                                       |
| 10.夕陽下的小徑（）                 | 作曲：安田尚哉 編曲：渡野邊、豬野陽子                                                                 |
| 11.土呂久2（）                      | 作曲：渡野邊 編曲：豬野陽子                                                                           |
| 12.活力的節日（）                   | 作曲：紅龍 編曲：渡野邊                                                                               |

原聲帶
| 曲目                                   | 創作                                                                                |
| -------------------------------------- | ----------------------------------------------------------------------------------- |
| 1.狸子先生要來一起玩嗎（）             | 作曲：日本傳統兒歌 選曲：小泉文夫                                                   |
| 2.主題曲（）                           | 作曲：紅龍 編曲：上上颱風                                                           |
| 3.狸子們的日常生活（）                 | 作曲：豬野陽子 編曲：豬野陽子                                                       |
| 4.變身術再起（）                       | 作曲：渡野邊 編曲：渡野邊                                                           |
| 5.兒歌「歇歇歇」節慶音樂風格演奏版（） | 作曲：渡野邊 編曲：渡野邊                                                           |
| 6.兒歌「讓我過」節慶音樂風格演奏版（） | 作曲：日本傳統兒歌 重新編曲：渡野邊                                                 |
| 7.危急時的舞蹈（）                     | 作曲：後藤、渡野邊 編曲：後藤、渡野邊                                               |
| 8.狸‧狸‧狸子的…（）                    | 作曲：原美國傳統民謠 重新編曲：後藤                                                 |
| 9.招財貓的森巴舞（）                   | 作曲：渡野邊 編曲：渡野邊                                                           |
| 10.雙子星「星球旅遊之歌」（）          | 原作曲：宮澤賢治 重新編曲：豬野陽子                                                 |
| 11.過冬（）                            | 作曲：渡野邊 編曲：渡野邊                                                           |
| 12.春季的喜悅（）                      | 作曲：豬野陽子 編曲：豬野陽子                                                       |
| 13.望鄉：阿波（） 東京（） 佐渡（）    | 作曲：日本民謠 編曲：渡野邊 作曲：中山晉平 編曲：渡野邊 作曲：日本民謠 編曲：渡野邊 |
| 14.狸子的曼波舞（）                    | 作曲：渡野邊 編曲：渡野邊                                                           |
| 15.快樂的花帽（）                      | 作曲：山形縣傳統民謠 重新編曲：後藤                                                 |
| 16.出陣（）                            | 作曲：渡野邊 編曲：渡野邊                                                           |
| 17.奇妙不可思議的音樂（）              | 作曲：渡野邊、後藤、豬野陽子 編曲：渡野邊、後藤、豬野陽子                           |
| 18.敲打腹部的狸囃子（）                | 作曲：渡野邊、後藤 編曲：渡野邊、後藤                                               |
| 19.疾風三味線（）                      | 作曲：渡野邊、後藤 編曲：渡野邊、後藤                                               |
| 20.紫雲英～權太英勇的捨身一戰（）      | 作曲：豬野陽子 編曲：渡野邊、後藤、豬野陽子                                         |
| 21.哀歌（）                            | 作曲：後藤 編曲：豬野陽子                                                           |
| 22.暗流～無法再回到過去的現今（）      | 作曲：豬野陽子 編曲：豬野陽子                                                       |
| 23.最後還存在的狸子們…終曲（）         | 作曲：豬野陽子 編曲：豬野陽子                                                       |
| 24.平成狸合戰主題曲～活力的節日（）    | 作曲：紅龍 編曲：上上颱風                                                           |
| 25.片尾曲～總是會有夥伴在（）          | 作詞．作曲：紅龍 編曲：上上颱風 演唱：                                              |

## 影片小細節
- 動畫中一些狸子的模樣是採用漫畫家杉浦茂的作畫風格。（如一隻用樹葉變成金錢的狸子被火球奶奶敲頭的那一幕）[9]
- 正吉與其牠狸子於變身術的街頭實習段落裡、在化成人類走在街上時，一家商店的門口貼著吉卜力電視動畫「海潮之聲」女主角武藤里伽子的大頭海報。[10]
- 描述人類把林地挖光、並出現一名側臥佛陀的橋段中，佛陀臉蛋的模特兒是日本電視台的電影製片人奧田誠治；為宮崎駿及鈴木敏夫的友人。[11]
- 「雙子星作戰」的劇情靈感來自日本作家「宮澤賢治」的著作《孿生星子》（双子の星）。[12]
- 影片中四國的狸子長老們與玉三郎搭乘電車下站的「聖蹟櫻丘車站」，與吉卜力次回1995年動畫「心之谷」為同一採用的舞台。
- 「妖怪大作戰」裡狸子們變化成龍在天空飛行的段落中，空中出現了「魔女宅急便」裡乘著掃帚的魔女琪琪、「紅豬」裡架駛著飛機的波魯克、「龍貓」裡拿著雨傘飛行的大龍貓、以及「兒時的點點滴滴」裡的妙子（背著書包的小學時期造型）等吉卜力動畫角色。[13]
- 妖怪大作戰中有一段遊行貌似日本導演黑澤明的電影《夢》、裡頭第一小段描述狐狸娶親的故事「太陽雨」。[13]